# Distrito electoral 7 (condado de Hamilton, Nebraska)
Precinct 7 es una subdivisión territorial del condado de Hamilton, Nebraska, Estados Unidos. Según el censo de 2020, tiene una población de 620 habitantes.
El estado de Nebraska está dividido en 93 condados. De ese total, algunos están divididos en townships y la mayoría se dividen en precintos (precincts), subdivisiones idénticas a los townships pero donde no existe Gobierno municipal.
Los datos de los precintos son mantenidos por la Oficina del Censo en coordinación con los Gobiernos de los condados a efectos exclusivamente estadísticos.

## Geografía
La subdivisión está ubicada en las coordenadas 41°3′14″N 97°52′51″O / 41.05389, -97.88083. Según la Oficina del Censo, tiene una superficie total de 150.44 km², de los cuales 149.27 km² corresponden a tierra firme y 1.27 km² están cubiertos de agua.

## Demografía
Según el censo de 2020, hay 620 personas residiendo en la zona. La densidad de población es de 4.15 hab./km². El 94.35% de los habitantes son blancos, el 0.16% es afroamericano, el 0.48% son amerindios, el 0.32% son de otras razas y el 4.68% son de una mezcla de razas. Del total de la población, el 2.90% son hispanos o latinos de cualquier raza.